# Tommy Hilfiger
Tommy Hilfiger (* 24. března 1951 Elmira, New York, USA) je americký módní návrhář, zakladatel společnosti Tommy Hilfiger Corporation. 
Narodil se jako druhý z devíti dětí do katolické rodiny. Jeho bratři Andy a Billy byli hudebníci. O módu se zajímal od mládí. Léto 1969 strávil prací v oděvním obchodu na mysu Cape Cod a v roce 1971 si otevřel svůj vlastní obchod People's Place v rodné Elmiře. V té době začal navrhovat vlastní oděvy. Obchod zbankrotoval v roce 1977. V roce 1979 založil společnost Tommy Hill, v roce 1981 20th Century Survival a následujícího roku Click Point, která se zaměřovala na dámské oblečení. Společnost Tommy Hilfiger Corporation založil v roce 1985. Vystupoval ve filmech Zoolander (2001) a Debbie a její parťačky (2018). 
V letech 1980 až 2000 byla jeho manželkou Susan Cirona, s níž měl syna Richarda a dcery Ally, Elizabeth a Kathleen. Jeho druhou manželkou se v roce 2008 stala módní návrhářka Dee Ocleppo, rozená Deniz Caroline Erbuğ (24. listopadu 1966) se kterou má syna Sebastiana Thomase.